# الإيدز في كندا

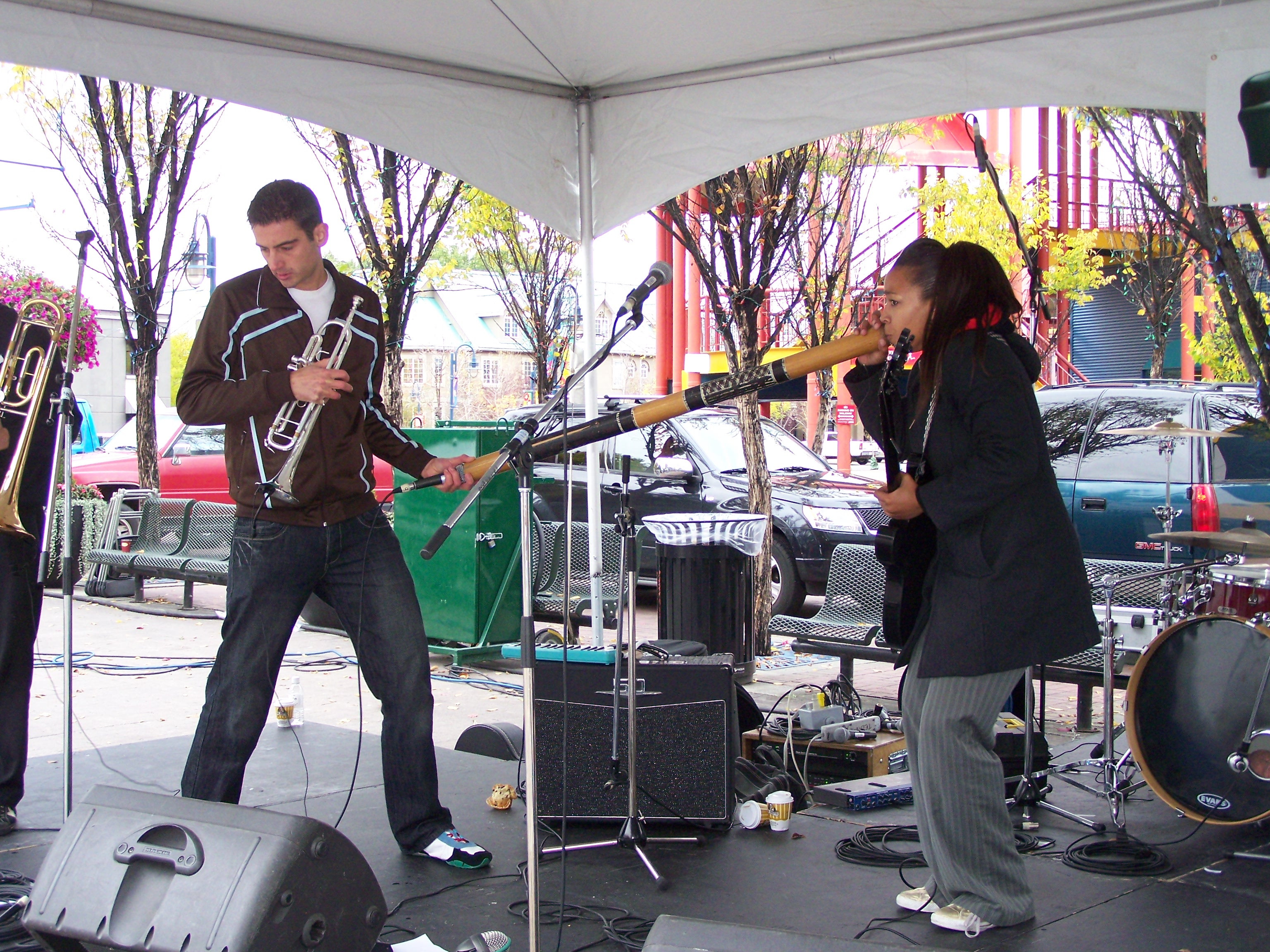

تم اكتشاف فيروس نقص المناعة البشرية / الإيدز لأول مرة في كندا في عام 1982. في عام 2014 ، كان هناك ما يقرب من 75500 شخص (تتراوح الإحصاءات بين 63,400 و 87,600) مصاب بفيروس نقص المناعة البشرية / الإيدز (بمعدل 212 لكل 100,000) في كندا. ويمثل هذا زيادة بنسبة 9.7 ٪ من العدد التقديري 68800 في نهاية عام 2011. وتشير التقديرات إلى أن 162020 شخصًا كانوا مصابين بفيروس نقص المناعة البشرية غير المشخص في نهاية عام 2014 ، يمثلون 21 ٪ من جميع المصابين بفيروس نقص المناعة البشرية في كندا في ذلك الوقت. أما معدل الوفيات فقد شهد انخفاضًا كبيرًا بسبب التطورات الطبية ضد فيروس نقص المناعة البشرية / متلازمة نقص المناعة المكتسب (الإيدز) ، لا سيما العلاج المضاد للفيروسات الرجعية (HAART).

## التصنيف الفئوي
شكلت النساء 27٪ من الحالات الجديدة وتشكل الآن 20٪ من جميع الحالات.

### السكان الأصليين الكنديين
يتزايد انتشار فيروس نقص المناعة البشرية / الإيدز بشكل أسرع بين الكنديين من السكان الأصليين ، مع 9 ٪ من الإصابات الجديدة في عام 2005.
أظهرت دراسة شملت ثلاثة بلدان لتشخيص فيروس نقص المناعة البشرية بين عامي 1999 و 2008م ارتفاع معدلات الإصابة بفيروس نقص المناعة البشرية نتيجة الاتصال الجنسي بين السكان الأصليين، وخاصة النساء، مقارنة بالأشخاص من غير السكان الأصليين. هذا يشير إلى اتساع نطاق الوباء إلى خارج مجموعات الخطر التقليدية بين السكان الأصليين. وأظهرت الدراسة نفسها أن معدلات تشخيص فيروس نقص المناعة البشرية بين السكان الأصليين في كندا أعلى بكثير منها في أستراليا ونيوزيلندا.

## سياسة الحكومة
أنشأت الحكومة الكندية المبادرة الفيدرالية للتصدي لفيروس نقص المناعة البشرية / الإيدز في كندا لتوفير التمويل لبرامج الوقاية والدعم لمساعدة الأشخاص المستضعفين وكذلك البحث والمراقبة والتوعية العامة والتقييم . يتم تنسيق المبادرة الفيدرالية من خلال وزارة الصحة الكندية ووكالة الصحة العامة في كندا والمعاهد الكندية لأبحاث الصحة والخدمات الإصلاحية في كندا .